# Mineralgruppe
Mineralgruppen sind die untersten Ordnungseinheiten in den Klassifikationsschemata für Minerale. Die Einteilung von Mineralen in Gruppen erfolgt anhand chemischer, struktureller und seltener bestimmter physikalischer Eigenschaften.
Gruppendefinitionen sind nicht einheitlich: in einigen Mineralklassifikationen variieren die Kriterien, die zur Definition einer Gruppe herangezogen werden, innerhalb einer Klassifikation und erst recht von Version zu Version desselben Schemas.
Gruppendefinitionen erfolgen oft nicht streng hierarchisch: auf Gruppenebene werden mitunter Minerale wieder zusammengefasst, die in höheren Stufen der Klassifikation verschiedenen Familien, Abteilungen oder gar Klassen zugeordnet werden.
In Gruppen zusammengefasst werden Minerale
- mit gleichen generellen Strukturformeln und Strukturtypen, die zu einer Mineralklasse gehören (z. B. Calcitgruppe)
- mit gleichen generellen Strukturformeln und Strukturtypen, die zu unterschiedlichen Mineralklassen gehören (z. B. Monazitgruppe)
- mit gleichen generellen Strukturformeln und unterschiedlichen Strukturtypen (Amphibolgruppe) auch aus verschiedenen chemischen Klassen (Apatitgruppe)
- mit ähnlichen generellen Strukturformeln und eng verwandten Strukturtypen (Homöotypie) (Astrophyllitgruppe)
- mit bestimmten, strukturell kontrollierten physikalischen Eigenschaften (z. B. Zeolithgruppe)

## Definition der International Mineralogical Association (IMA)
Erst im Jahre 2009 publizierte die "Commission on New Minerals, Nomenclature and Classification" (CNMNC) der  IMA eine konsistente Gruppendefinition zusammen mit einem standardisierten hierarchischen Klassifikationsschema: 
| Eine Mineralgruppe besteht aus zwei oder mehr Mineralen mit gleicher oder im Wesentlichen gleicher Struktur, die aus chemisch ähnlichen Elementen zusammengesetzt sind. |

Die Strukturen der Minerale einer Gruppe gehören demnach einem Strukturtyp an (Isotypie) oder stimmen zumindest in allen wesentlichen topologischen Eigenschaften überein (Homöotypie), wie beispielsweise in der Umgebung der Kationen mit Anionen und der Verknüpfung von Koordinationspolyedern und größeren Baugruppen miteinander. Einige Polymorphe wie z. B. monokliner und trikliner Feldspat gehören somit zu einer Gruppe. 
Homologe Serien, Polysomatische Serien (z. B. Biopyribole) und andere modulare Strukturen erlauben weitergehende strukturelle Variationen und definieren keine Mineralgruppen mehr.
Die zweite Bedingung für die Zuordnung eines Minerals zu einer Gruppe besagt, dass Minerale, die sich aus Elementen mit unterschiedlichem kristallchemischen Verhalten zusammensetzen, auch dann nicht zu einer Gruppe gehören, wenn sie isotyp sind. Demnach werden Bleiglanz, Periklas und Halit verschiedenen Mineralgruppen zugeordnet.

## Definition des International Centre for Diffraction Data (JCPDS)
Das JCPDS hat 1999 eine konsistente Klassifikation publiziert, die Minerale in erster Linie anhand der Ähnlichkeit ihrer Röntgenbeugungsmuster und somit nach ihrer Struktur gruppiert. 
Eine Mineralgruppe umfasst hier nur Minerale eines Strukturtyps, jedoch ohne Einschränkungen bei der Zusammensetzung. Minerale, deren Struktur sich durch Verzerrung einer Gruppenstruktur beschreiben lässt, werden als "verwandte Strukturen" zu dieser Gruppe hinzu gezählt.
Demnach werden Bleiglanz, Periklas und Halit zu einer Mineralgruppe zusammengefasst, anhand ihrer verschiedenen Anionen jedoch verschiedenen Untergruppen zugeordnet.